# Nabil Karoui
Nabil Karoui Karoui (in arabo نبيل القروي‎?; Biserta, 1º agosto 1963) è un politico e imprenditore tunisino.
Figura chiave nel panorama dei media tunisini, è CEO di Karoui & Karoui World e proprietario del canale televisivo tunisino Nessma. Si è candidato alle elezioni presidenziali tunisine del 2019, perdendo contro Kaïs Saïed. 

## Biografia
Nabil Karoui proviene da una famiglia modesta. Suo padre, Rchidi1, gestisce un'azienda produttrice di marmo e sua madre, casalinga, è di origine algerina. Dopo aver conseguito il diploma di maturità, partì per Marsiglia per studiare economia.